# Dzag
Dzag (mongoliska: Заг Сум, Заг, Dzag Sum) är ett distrikt i Mongoliet.   Det ligger i provinsen Bajanchongor, i den centrala delen av landet, 600 km väster om huvudstaden Ulaanbaatar.